# Andrea Baldini
Andrea Baldini (Liorna, 19 de desembre de 1985) és un esportista italià que competeix en esgrima, especialista en la modalitat de floret.
Va participar en dos Jocs Olímpics d'Estiu, i hi va obtenir una medalla d'or a Londres 2012, en la prova per equips (juntament amb Valerio Aspromonte, Andrea Cassarà i Giorgio Avola), i el 4t lloc a Rio de Janeiro 2016, en la mateixa prova.
Va guanyar 11 medalles en el Campionat Mundial d'Esgrima entre els anys 2005 i 2015, i 15 medalles en el Campionat d'Europa d'esgrima entre els anys 2004 i 2016.

## Palmarès internacional
| Jocs Olímpics      | Jocs Olímpics             | Jocs Olímpics | Jocs Olímpics          |
| Any                | Lloc                      | Medalla       | Prova                  |
| ------------------ | ------------------------- | ------------- | ---------------------- |
| 2012               | Londres ( Regne Unit)     | 1             | Floret per equips      |
| Campionat del món  |                           |               |                        |
| Any                | Lloc                      | Medalla       | Prova                  |
| 2005               | Leipzig ( Alemanya)       | 2             | Floret per equips      |
| 2006               | Torí ( Itàlia)            | 2             | Floret individual      |
| 2006               | Torí ( Itàlia)            | 3             | Floret per equips      |
| 2007               | Sant Petersburg ( Rússia) | 2             | Floret individual      |
| 2008               | Pequín ( R.P. de la Xina) | 1             | Floret per equips      |
| 2009               | Antalya ( Turquia)        | 1             | Floret individual      |
| 2009               | Antalya ( Turquia)        | 1             | Floret per equips      |
| 2010               | París ( França)           | 2             | Floret per equips      |
| 2013               | Budapest ( Hongria)       | 1             | Floret per equips      |
| 2014               | Kazan ( Rússia)           | 3             | Floret per equips      |
| 2015               | Moscou ( Rússia)          | 1             | Floret per equips      |
| Campionat d'Europa |                           |               |                        |
| Any                | Lloc                      | Medalla       | Prova                  |
| 2004               | Copenhaguen ( Dinamarca)  | 3             | Floret per equips      |
| 2005               | Zalaegerszeg ( Hongria)   | 1             | Floret per equips      |
| 2005               | Zalaegerszeg ( Hongria)   | 3             | Floret individual      |
| 2007               | Gant ( Bèlgica)           | 1             | Floret individual      |
| 2007               | Gant ( Bèlgica)           | 3             | Floret per equips      |
| 2008               | Kíev ( Ucraïna)           | DESC          | Floret per equips[n 1] |
| 2009               | Plòvdiv ( Bulgària)       | 1             | Floret individual      |
| 2009               | Plòvdiv ( Bulgària)       | 1             | Floret per equips      |
| 2010               | Leipzig ( Alemanya)       | 1             | Floret individual      |
| 2010               | Leipzig ( Alemanya)       | 1             | Floret per equips      |
| 2011               | Sheffield ( Regne Unit)   | 1             | Floret per equips      |
| 2011               | Sheffield ( Regne Unit)   | 3             | Floret individual      |
| 2012               | Legnano ( Itàlia)         | 1             | Floret per equips      |
| 2013               | Zagreb ( Croàcia)         | 3             | Floret individual      |
| 2014               | Estrasburg ( França)      | 2             | Floret per equips      |
| 2016               | Toruń ( Polònia)          | 2             | Floret per equips      |